# Talvitienjärvi (Junosuando socken, Norrbotten, 749068-178720)
Talvitienjärvi är en sjö i Pajala kommun i Norrbotten och ingår i Torneälvens huvudavrinningsområde.